# Перепись населения США (1990)
Двадцать первая перепись населения на территории США проводилась в 1990 году и выявила прирост населения страны на 9,8%, с 226 545 805 человек в 1980 году до 248 709 873.
Данная перепись стала первой, в которой отдельно была введена раса «Гаваец или житель Океании». Представители этой расы прежде были вынуждены относить себя к азиатам.
Примерно 16% домохозяйств получили длинные опросные формы, в которых требовалось ответить более чем на 100 вопросов.
Для увеличения интереса к переписи среди афроамериканцев, бюро переписи населения США наняло в качестве пресс-секретарей Билла Косби, Мэджика Джонсона, Элфри Вудард и Дебби Тёрнер.